# 196540 Weinbaum
196540 Weinbaum este o planetă minoră (asteroid) din centura de asteroizi. A fost descoperită pe 31 iulie 2003 la Saint-Sulpice de Bernard Christophe⁠(d). 
Obiectul prezintă o orbită caracterizată de o semiaxă mare de 2,7368209905067 UAi, o excentricitate de 0,27, o înclinație de 8,5 ° în raport cu ecliptica.